# Reggie Miller
Reginald Wayne Miller, detto Reggie (Riverside, 24 agosto 1965), è un ex cestista statunitense che ha militato nella NBA esclusivamente negli Indiana Pacers. Ha vinto la medaglia d'oro olimpica ad Atlanta 1996.
Soprannominato Killer Miller per l'eccezionale abilità nel tiro da tre punti, è ritenuto uno dei più grandi tiratori della storia dell'NBA. È membro del Naismith Memorial Basketball Hall of Fame dal 2012.

## Biografia
Nel 1995 ha scritto un libro assieme a Gene Wojciechowski dal titolo I Love Being the Enemy: è un diario dell'annata degli Indiana Pacers nella stagione 1994-95.

## Caratteristiche tecniche
Le sue qualità balistiche lo pongono nell'élite dei migliori tiratori di sempre; prima di essere superato da Ray Allen, è stato il giocatore col maggior numero di triple tentate e realizzate in NBA, sia in regular season sia nei playoff.

## Carriera

### NBA

#### 1987-1993
Dopo aver frequentato uno degli atenei più prestigiosi di tutti gli USA, UCLA, viene selezionato come 11ª scelta assoluta nei draft del 1987. La sua scelta è accompagnata da notevoli polemiche: Miller è un ragazzo dal fisico leggerissimo (appena nato i medici avrebbero voluto addirittura fratturargli le ossa delle gambe per poterle ricostruire) e nell'Indiana girano voci che Miller è stato scelto soltanto perché è il fratello di Cheryl Miller, una delle giocatrici di basket più forti di sempre.
Ad Indianapolis Miller dimostra lentamente di non essere solo il fratello di Cheryl; nonostante il fisico smilzo, è infatti in grado di portare un buon bottino di punti soprattutto grazie alle sue straordinarie capacità balistiche nel tiro da tre punti. I risultati di squadra sono però deficitari e Miller non riesce a giocare nessuna partita di play-off. La prima stagione di esordio nei play-off per Miller è quella del 1989-1990, dove i Pacers vengono eliminati al primo turno in sole quattro partite dai Detroit Pistons di Isiah Thomas. L'anno dopo arriva un'altra eliminazione al primo turno, questa volte da parte dei Boston Celtics. Stessa sorte l'anno seguente contro i Celtics: ad Indianapolis intanto si gettano le basi di quella squadra che darà tante soddisfazioni negli anni '90. Arrivano il centro olandese Rik Smits e l'ala grande Dale Davis. Nella stagione 1992-93 arriva la quarta eliminazione consecutiva al primo turno dei play-off. Gli avversari sono per la prima volta nell'ultimo decennio del XX secolo i New York Knicks che diventeranno in fretta gli avversari per eccellenza dei Pacers nei play-off.

#### 1993-1995
All'inizio della stagione 1993-94 a coach Bob Hill subentra Larry Brown, allenatore che era riuscito ad ottenere ottimi risultati da tutte le squadre che aveva allenato. Nei play-off i Pacers rompono la striscia che li vedeva perdenti al primo turno, battendo prima gli Orlando Magic in tre partite e poi gli Atlanta Hawks in sei partite. Intanto nella Eastern Conference in contumacia Michael Jordan che era andato a giocare a baseball, i favoriti erano diventati i Knicks. Pacers e Knicks si incontrano nella finale di Conference e New York è decisamente favorita. I Knicks vincono le prime due partite, per poi perdere la terza e la quarta ad Indianapolis. Gara-5 è al Madison Square Garden, e i Knicks sono imbattuti in casa nella post-season. È in gara-5 che Miller si esalta iniziando la propria ascesa: i Knicks controllano abilmente la partita e all'inizio del 4º quarto sono in vantaggio di circa 20 punti. Miller si infiamma nel 4º quarto segnando 25 punti in 12 minuti con 5 canestri da tre punti. I Knicks sono risucchiati nel punteggio e perdono la partita. Ad un certo punto della sfuriata offensiva di Miller Spike Lee, tifosissimo dei Knicks, si alza dal suo posto vomitando addosso a Miller numerosi insulti tanto che Miller dopo l'ennesima tripla si gira verso il regista mimando il gesto dello strozzamento per fargli capire di stare zitto. La serie si chiude però a favore dei Knicks che espugnano Indianapolis, chiudono gara-7 con un tap-in vincente di Patrick Ewing.
L'anno dopo Pacers e Knicks si trovano di nuovo di fronte, questa volta un turno prima rispetto all'anno prima. I Pacers hanno eliminato gli Hawks al primo turno in tre gare. New York ha il vantaggio del fattore campo. In gara-1 al Madison Square Garden Miller fa un'altra delle sue sfuriate. A 18 secondi dalla fine i Pacers sono sotto di 6 punti. Segna un canestro da tre punti per dimezzare il distacco. Va poi a pressare la rimessa di New York rubando palla sotto canestro. Invece di tirare da sotto palleggia fuori dall'arco e tira da tre per il pareggio. I Knicks che sopra di 6 pensavano di aver vinto sbagliano l'azione dopo e Miller subisce fallo; segna i due tiri liberi. Con 8 punti in 18 secondi Miller conquista gara-1. I Pacers questa volta vincono la serie e accedono alla finale della Eastern Conference dove vengono però eliminati in gara 7 dagli Orlando Magic.

#### 1995-1998
Indiana continua ad essere una delle favorite della Conference, ma con il ritorno in campo di Jordan nel 1995 i Chicago Bulls tornano ad essere una delle squadre più forti. In quei due anni le ambizioni dei Pacers si fermano sempre troppo presto: nei play-off del 1996 vengono eliminati al primo turno dagli Hawks, mentre nella stagione 1996-97 non raggiungono neanche i play-off.
L'anno dopo i Pacers tornano prepotentemente nei play-off, grazie anche al cambio di allenatore visto che a Larry Brown era succeduto Larry Bird, eliminando prima i Cleveland Cavaliers in 4 partite e poi i rivali di New York in 5. In gara tre di questa serie i Knicks sono avanti di 3 punti a 5 secondi dalla fine; Miller riesce a liberarsi dalla marcatura e mettere la tripla che porta la partita ai supplementari, nei quali con una sfuriata consegna la vittoria ai Pacers. Nella finale della Eastern Conference Indiana incontra i Bulls di Jordan, reduci da due titoli e che non hanno mai dovuto giocare una gara 7 nei play-off dei due anni precedenti. Chicago si porta avanti 2-0 e Miller si ritrova con un doloroso problema ad una caviglia. In gara 3 riesce però a segnare 13 punti nell'ultimo quarto, compresi i tiri liberi che portano il risultato sul 107-105 finale. In gara 4 i Bulls sono avanti di 1 punto a 0,7 secondi dalla fine. I Pacers hanno una rimessa da metà campo; Miller è marcato da Jordan, ma riesce a liberarsi, forse anche con un fallo, e a segnare la tripla della vittoria da circa 10 metri. Nonostante questi tiri realizzati i Bulls vincono la serie in 7 gare.

#### La sconfitta con New York e la finale NBA

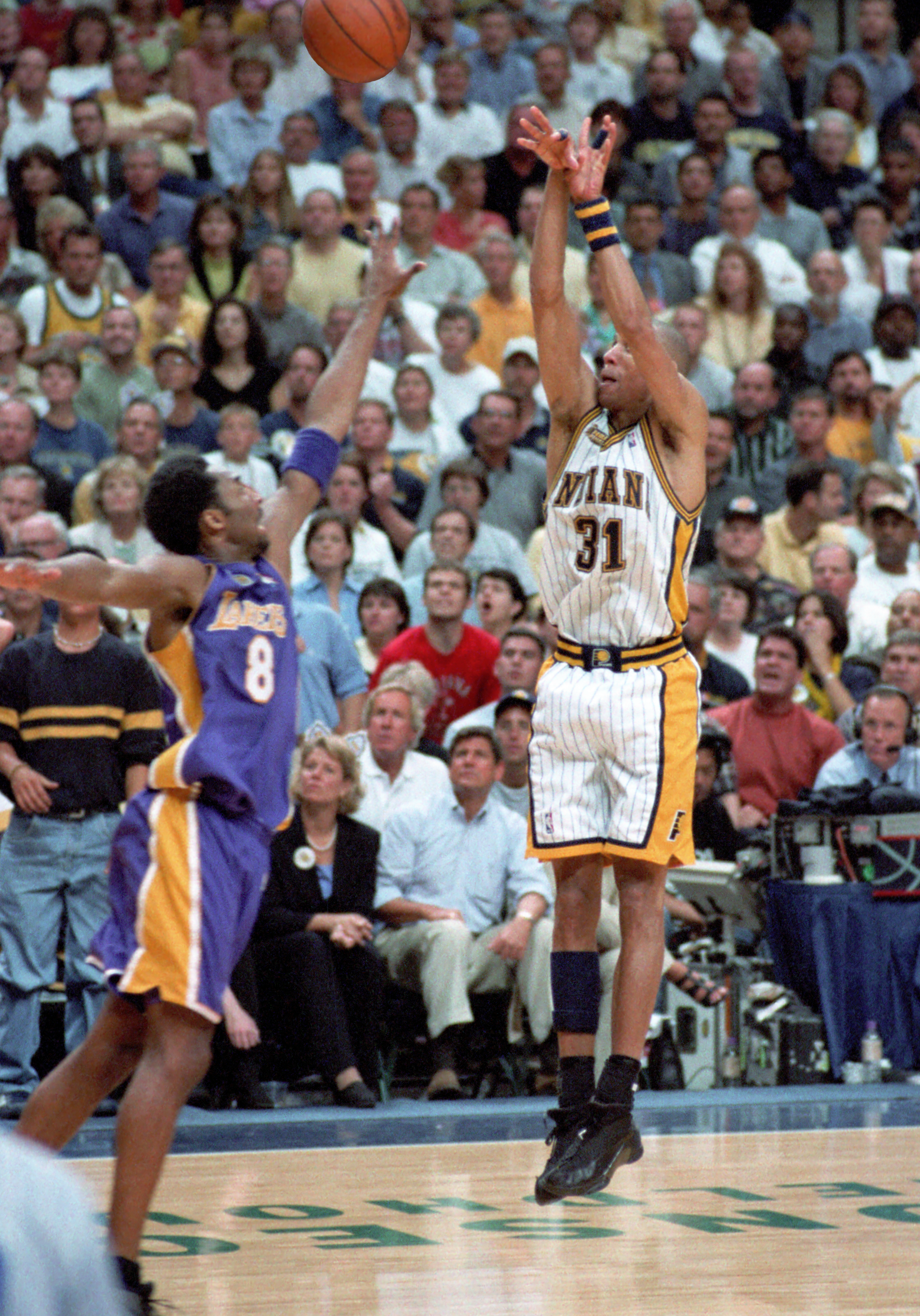
Reggie Miller al tiro in finale contro i Lakers

L'anno dopo Jordan si ritira nuovamente e i Pacers tornano ad essere i favoriti per la vittoria della Eastern Conference. Vincono facilmente i primi due turni eliminando prima i Milwaukee Bucks e poi i Philadelphia 76ers, vincendo entrambe le serie senza perdere neanche una partita. In finale incontrano nuovamente i Knicks che partono da svantaggiati nella serie essendo senza Ewing. Affidandosi però all'estro delle due guardie Allan Houston e Latrell Sprewell i Knicks riescono sorprendentemente a vincere la serie in sei gare. Per i Pacers è una delusione incredibile. L'anno dopo Miller trova in Jalen Rose un giocatore maturo, capace di affiancare il cecchino dei Pacers che ha 35 anni. I play-off del 2000 sono la copia di quelli dell'anno prima: eliminazione dei Bucks al primo turno, questa volta in cinque gare, dei 76ers al secondo turno, questa volta in sei gare, e finale di Conference di nuovo contro i Knicks. Con la serie sul risultato di 3-2 in favore dei Pacers, Miller evita una pericolosa gara-7, segnando 5 triple nel secondo tempo e chiudendo gara-6 con 34 punti, dando diritto ai Pacers di giocare per la prima volta nella loro storia la finale NBA. In finale i Pacers si trovano di fronte i Los Angeles Lakers di Shaquille O'Neal e Kobe Bryant; nonostante una buona serie complessiva i Pacers perdono la finale per 4-2.

#### La fine del ciclo Bird e gli anni di transizione
Dopo la sconfitta Larry Bird che aveva portato la squadra a due finali della Eastern Conference e ad una finale NBA lascia la squadra. Al suo posto viene assunto Isiah Thomas. La squadra è ormai vecchia e molti scambi sul mercato per ringiovanirla tendono invece ad indebolirla. Nei play-off del 2001 i Pacers affrontano i 76ers, poi finalisti, perdendo per 3-1, anche se l'unica vittoria è segnata da una tripla allo scadere di Miller. Nei play-off del 2002 arriva una nuova sconfitta al primo turno, questa volta per mano dei New Jersey Nets anch'essi futuri finalisti. L'anno dopo si conclude il ciclo Thomas alla guida dei Pacers con un'eliminazione al primo turno da parte dei Celtics. Intanto Miller con l'avanzare degli anni lasciava il testimone di principale leader offensivo della squadra ad altri giocatori, tra i quali spicca Jermaine O'Neal. Con l'arrivo di Rick Carlisle sulla panchina di Indiana i Pacers tornano a far strada nei play-off, arrivando nella stagione 2003-04 alla finale di Conference dove però perdono dai Detroit Pistons. L'estate del 2004 vede Miller annunciare che la stagione 2004-05 sarebbe stata l'ultima della sua carriera. I Pacers hanno potenzialmente una squadra per vincere il titolo ma una rissa scoppiata in una partita di regular season a Detroit compromette la stagione, dato che Ron Artest viene squalificato per il resto della stagione e O'Neal e Stephen Jackson per un numero cospicuo di partite. Nonostante i 40 anni Miller continua a offrire ottime prestazioni, ma i Pacers vengono eliminati al secondo turno dei play-off sempre dai Pistons. Gara-6 della serie è l'ultima partita giocata da Miller in carriera.

### Nazionale
È stato campione olimpico con la maglia statunitense ai Giochi olimpici di Atlanta 1996. È stato anche campione del mondo, sempre con la nazionale USA, ai campionati mondiali di basket 1994. Ha chiuso la sua esperienza in nazionale a 37 anni nei mondiali casalinghi di Indianapolis 2002.

## Statistiche
| † | Denota la stagione in cui ha vinto il titolo |
| * | Primo nella lega                             |

### NCAA
| Anno       | Squadra     | PG  | PT | MP   | TC%  | 3P%  | TL%  | RP  | AP  | PRP | SP  | PP   |
| ---------- | ----------- | --- | -- | ---- | ---- | ---- | ---- | --- | --- | --- | --- | ---- |
| 1983-1984  | UCLA Bruins | 28  | -  | 13,7 | 50,9 | -    | 64,3 | 1,5 | 0,8 | 0,3 | 0,1 | 4,5  |
| 1984-1985† | UCLA Bruins | 33  | -  | 35,6 | 55,3 | -    | 80,4 | 4,3 | 2,6 | 1,5 | 0,2 | 15,2 |
| 1985-1986  | UCLA Bruins | 29  | -  | 38,3 | 55,6 | -    | 88,2 | 5,3 | 2,4 | 1,2 | 0,2 | 25,9 |
| 1986-1987  | UCLA Bruins | 32  | -  | 36,4 | 54,3 | 43,9 | 83,2 | 5,4 | 2,2 | 2,0 | 0,2 | 22,3 |
| Carriera   | Carriera    | 122 | -  | 31,4 | 54,7 | 43,9 | 83,6 | 4,2 | 2,0 | 1,3 | 0,2 | 17,2 |

### NBA

#### Regular season
| Anno      | Squadra        | PG   | PT   | MP   | TC%  | 3P%  | TL%   | RP  | AP  | PRP | SP  | PP   |
| --------- | -------------- | ---- | ---- | ---- | ---- | ---- | ----- | --- | --- | --- | --- | ---- |
| 1987-1988 | Indiana Pacers | 82   | 1    | 22,4 | 48,8 | 35,5 | 80,1  | 2,3 | 1,6 | 0,6 | 0,2 | 10,0 |
| 1988-1989 | Indiana Pacers | 74   | 70   | 34,3 | 47,9 | 40,2 | 84,4  | 3,9 | 3,1 | 1,3 | 0,4 | 16,0 |
| 1989-1990 | Indiana Pacers | 82   | 82   | 38,9 | 51,4 | 41,4 | 86,8  | 3,6 | 3,8 | 1,3 | 0,2 | 24,6 |
| 1990-1991 | Indiana Pacers | 82   | 82   | 36,2 | 51,2 | 34,8 | 91,8* | 3,4 | 4,0 | 1,3 | 0,2 | 22,6 |
| 1991-1992 | Indiana Pacers | 82   | 82   | 38,0 | 50,1 | 37,8 | 85,8  | 3,9 | 3,8 | 1,3 | 0,3 | 20,7 |
| 1992-1993 | Indiana Pacers | 82   | 82   | 36,0 | 47,9 | 39,9 | 88,0  | 3,1 | 3,2 | 1,5 | 0,3 | 21,2 |
| 1993-1994 | Indiana Pacers | 79   | 79   | 33,4 | 50,3 | 42,1 | 90,8  | 2,7 | 3,1 | 1,5 | 0,3 | 19,9 |
| 1994-1995 | Indiana Pacers | 81   | 81   | 32,9 | 46,2 | 41,5 | 89,7  | 2,6 | 3,0 | 1,2 | 0,2 | 19,6 |
| 1995-1996 | Indiana Pacers | 76   | 76   | 34,5 | 47,3 | 41,0 | 86,3  | 2,8 | 3,3 | 1,0 | 0,2 | 21,1 |
| 1996-1997 | Indiana Pacers | 81   | 81   | 36,6 | 44,4 | 42,7 | 88,0  | 3,5 | 3,4 | 0,9 | 0,3 | 21,6 |
| 1997-1998 | Indiana Pacers | 81   | 81   | 34,5 | 47,7 | 42,9 | 86,8  | 2,9 | 2,1 | 1,0 | 0,1 | 19,5 |
| 1998-1999 | Indiana Pacers | 50   | 50   | 35,7 | 43,8 | 38,5 | 91,5* | 2,7 | 2,2 | 0,7 | 0,2 | 18,4 |
| 1999-2000 | Indiana Pacers | 81   | 81   | 36,9 | 44,8 | 40,8 | 91,9  | 3,0 | 2,3 | 1,0 | 0,3 | 18,1 |
| 2000-2001 | Indiana Pacers | 81   | 81   | 39,3 | 44,0 | 36,6 | 92,8* | 3,5 | 3,2 | 1,0 | 0,2 | 18,9 |
| 2001-2002 | Indiana Pacers | 79   | 79   | 36,6 | 45,3 | 40,6 | 91,1* | 2,8 | 3,2 | 1,1 | 0,1 | 16,5 |
| 2002-2003 | Indiana Pacers | 70   | 70   | 30,2 | 44,1 | 35,5 | 90,0  | 2,5 | 2,4 | 0,9 | 0,1 | 12,6 |
| 2003-2004 | Indiana Pacers | 80   | 80   | 28,2 | 43,8 | 40,1 | 88,5  | 2,4 | 3,1 | 0,8 | 0,1 | 10,0 |
| 2004-2005 | Indiana Pacers | 66   | 66   | 31,9 | 43,7 | 32,2 | 93,3* | 2,4 | 2,2 | 0,8 | 0,1 | 14,8 |
| Carriera  | Carriera       | 1389 | 1304 | 34,3 | 47,1 | 39,5 | 88,8  | 3,0 | 3,0 | 1,1 | 0,2 | 18,2 |
| All-Star  | All-Star       | 5    | 1    | 19,2 | 45,7 | 26,3 | 75,0  | 1,0 | 2,0 | 1,0 | 0,2 | 8,0  |

### Play-off
| Anno     | Squadra        | PG  | PT  | MP   | TC%  | 3P%   | TL%  | RP  | AP  | PRP | SP  | PP   |
| -------- | -------------- | --- | --- | ---- | ---- | ----- | ---- | --- | --- | --- | --- | ---- |
| 1990     | Indiana Pacers | 3   | 3   | 41,7 | 57,1 | 42,9  | 90,5 | 4,0 | 2,0 | 1,0 | 0,0 | 20,7 |
| 1991     | Indiana Pacers | 5   | 5   | 38,6 | 48,6 | 42,1  | 86,5 | 3,2 | 2,8 | 1,6 | 0,4 | 21,6 |
| 1992     | Indiana Pacers | 3   | 3   | 43,3 | 58,1 | 63,6* | 80,0 | 2,3 | 4,7 | 1,3 | 0,0 | 27,0 |
| 1993     | Indiana Pacers | 4   | 4   | 43,8 | 53,3 | 52,6  | 94,7 | 3,0 | 2,8 | 0,8 | 0,0 | 31,5 |
| 1994     | Indiana Pacers | 16  | 16  | 36,0 | 44,8 | 42,2  | 83,9 | 3,0 | 2,9 | 1,3 | 0,2 | 23,2 |
| 1995     | Indiana Pacers | 17  | 17  | 37,7 | 47,6 | 42,2  | 86,0 | 3,6 | 2,1 | 0,9 | 0,2 | 25,5 |
| 1996     | Indiana Pacers | 1   | 1   | 31,0 | 41,2 | 33,3  | 86,7 | 1,0 | 1,0 | 1,0 | 0,0 | 29,0 |
| 1998     | Indiana Pacers | 16  | 16  | 39,3 | 42,6 | 40,0  | 90,4 | 1,8 | 2,0 | 1,2 | 0,2 | 19,9 |
| 1999     | Indiana Pacers | 13  | 13  | 37,0 | 39,7 | 33,3  | 89,5 | 3,9 | 2,6 | 0,7 | 0,2 | 20,2 |
| 2000     | Indiana Pacers | 22  | 22  | 40,5 | 45,2 | 39,5  | 93,8 | 2,4 | 2,7 | 1,0 | 0,4 | 24,0 |
| 2001     | Indiana Pacers | 4   | 4   | 44,3 | 45,6 | 42,9  | 93,3 | 5,0 | 2,5 | 0,8 | 0,5 | 31,3 |
| 2002     | Indiana Pacers | 5   | 5   | 39,6 | 50,6 | 41,9  | 87,5 | 3,2 | 2,8 | 1,6 | 0,2 | 23,6 |
| 2003     | Indiana Pacers | 6   | 6   | 29,3 | 28,3 | 16,0  | 91,3 | 2,3 | 2,3 | 0,2 | 0,2 | 9,2  |
| 2004     | Indiana Pacers | 16  | 16  | 28,4 | 40,2 | 37,5  | 92,2 | 2,3 | 2,8 | 1,1 | 0,2 | 10,1 |
| 2005     | Indiana Pacers | 13  | 13  | 33,1 | 43,4 | 31,8  | 94,1 | 3,1 | 1,5 | 0,8 | 0,1 | 14,8 |
| Carriera | Carriera       | 144 | 144 | 36,9 | 44,9 | 39,0  | 89,3 | 2,9 | 2,5 | 1,0 | 0,2 | 20,6 |

#### Massimi in carriera
- Massimo di punti: 57 vs Charlotte Hornets (28 novembre 1992)[9]
- Massimo di rimbalzi: 12 (2 volte)
- Massimo di assist: 11 (2 volte)
- Massimo di palle rubate: 6 (2 volte)
- Massimo di stoppate: 3 (4 volte)
- Massimo di minuti giocati: 55 vs Houston Rockets (13 marzo 2001)

## Palmarès

### Squadra

#### College
- Titoli NIT: 1

UCLA Bruins: 1985

### Personali
Detiene alcuni record NBA, tra cui:
- maggior numero di stagioni consecutive con almeno 100 triple realizzate (15 stagioni) e, fino al 10 febbraio 2011, il record per il maggior numero di tiri da tre punti realizzati di sempre (2.560 triple), quando è stato prima affiancato e poi superato da Ray Allen, nel match dei Boston Celtics (squadra di Allen), contro i Los Angeles Lakers, da Stephen Curry il 23 gennaio 2021 con i Golden State Warriors contro gli Utah Jazz. È stato in seguito superato da James Harden l'11 marzo 2022, nella sfida tra i Philadelphia 76ers e i Brooklyn Nets.
- Squadre All-NBA: 3

Third Team: 1995, 1996, 1998
- Convocazioni all'All-Star Game: 5

1990, 1995, 1996, 1998, 2000
- 5 volte miglior tiratore di liberi NBA (1991, 1999, 2001, 2002, 2005)
- FIBA World Cup All-Tournament Teams: 1

1994
- Ventinovesimo miglior marcatore di sempre sommando ABA e NBA
- Ventiseiesimo miglior marcatore di sempre NBA
- La sua maglia di gioco, numero 31, è stata ritirata dagli Indiana Pacers il 30 marzo 2006.
- Inserito nel NBA 75th Anniversary Team
- Nel 2012 è stato scelto e inserito nel Naismith Memorial Basketball Hall of Fame.[10]

## Filmografia
- Uncle Drew (2018)